# Kościół Wniebowzięcia Najświętszej Maryi Panny w Złocieńcu
Kościół Wniebowzięcia Najświętszej Maryi Panny w Złocieńcu – rzymskokatolicki kościół parafialny należący do parafii Wniebowzięcia Najświętszej Maryi Panny w Złocieńcu, dekanatu Drawsko Pomorskie, diecezji koszalińsko-kołobrzeska, metropolii szczecińsko-kamieńskiej, w Złocieńcu, w gminie Złocieniec, w powiecie drawskim, w województwie zachodniopomorskim. Mieści się przy ulicy Bohaterów Warszawy.

## Historia

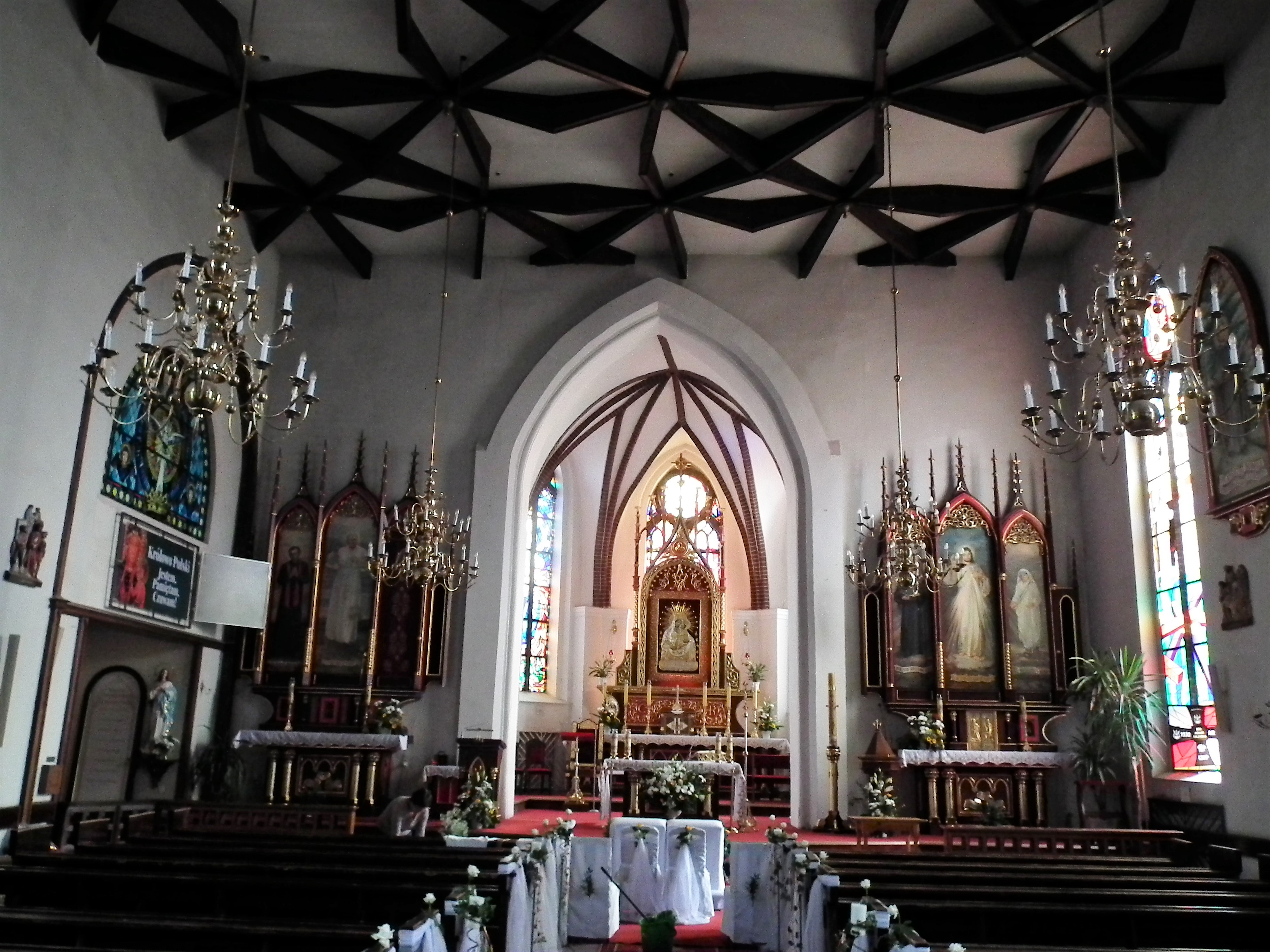
Wnętrze: ołtarz i charakterystyczny strop

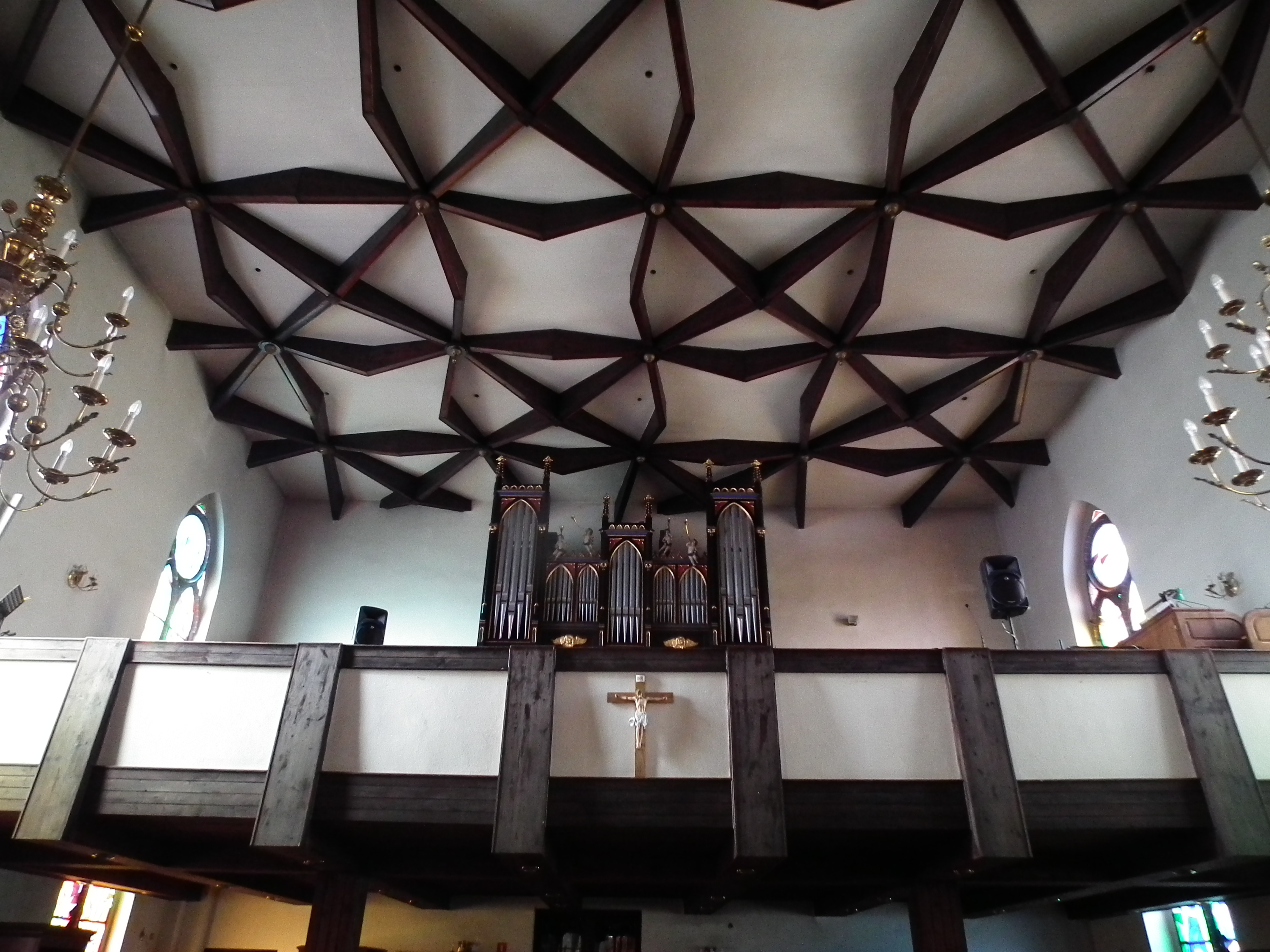
Empora organowa

Świątynia została wybudowana zapewne w XV wieku w tak zwanym stylu zakonnego gotyku. W 1529 roku wieża została pokryta dachem z miedzi. W połowie XVI wieku kościół otrzymał organy. Gdy na Pomorzu nastała reformacja, świątynię przejęli luteranie. W 1658 roku w czasie pożaru, zostało zniszczenie gotyckie sklepienie wewnątrz świątyni, nie zostało ono już nigdy odbudowane. 
W latach 1847–1849 budowla została zmodernizowana, ale zostały przez te prace zniszczone historyczne detale i pamiątki. Frontowa część wieży została obmurowana gładką, nieefektowną ścianą, zostały usunięte zewnętrzne przypory, a we wszystkich oknach zostały usunięte gotyckie łuki. Szarym tynkiem został przykryty wspaniały kamień klasztorny. W 1879 roku zostały usunięte ruiny starej wieży kościelnej i została wybudowana nowa w stylu neogotyckim z zegarem. 
W latach 1936–1937 budowla została wyremontowana. Prace były skupione na wieżę. Zostały usunięte narożne wieżyczki, znajdujące się na wysokości zegara. Cztery mieszczące się wzdłuż wieży przypory zostały zakończone na wysokości zegara przez trywialne, płaskie daszki. Dolna krawędź wieży została wyrównana, przez co straciła dawną formę. Dawniej smukła, lekka wieża miała teraz kształt masywny i przysadzisty. Zostało odnowione również wnętrze budowli. Ściany na kolor błękitny zostały pomalowane oraz zostały dodane piękne matowo – złote elementy na stropie – nad chórem i amboną przez szczecińskiego malarza obiektów sakralnych Hoffmana. Posadzka została pokryta klinkierem produkowanym w cegielniach w ówczesnym Falkenburgu. W marcu 1937 roku została poświęcona odnowiona świątynia. 

### Po II wojnie światowej
Od maja 1945 roku kościół ponownie jest używany przez katolików. Po pożarze w 1981 roku zostały usunięte balkony w świątyni, została odnowiona elewacja, zostało zamurowane wejście do krypty pod ołtarzem mieszczącej grobowiec rodziny von Borcke z XVIII stulecia i w prezbiterium zamontowano nowe witraże. Drewniane: strop i posadzka zostały zamienione na betonowe. 
13 września 1984 roku rozpoczęto montowanie nowych organów, które poświęcono w dniu 23 grudnia tego samego roku. Prace te były wykonywane podczas urzędowania księdza proboszcza Mieczysława Sarneckiego. W dniu 16 maja 1985 roku świątynia została konsekrowana przez biskupa koszalińsko-kołobrzeskiego Ignacego Jeża. 
W latach 1994–1997 została zmieniona fasada kościoła podczas urzędowania proboszcza ks. Leonarda Bandosza CR. W dniu 23 listopada 2003 roku chór muzyczny został ozdobiony witrażem św. Cecylii, natomiast w 2006 roku kaplica Matki Boskiej Ostrobramskiej otrzymała witraż św. Jana Pawła II.